# سيرجيو رودريغيز (دراج)
سيرجيو رودريغيز (بالإسبانية: Sergio Rodríguez)‏ هو دراج إسباني، ولد في 22 فبراير 1992 في بنبلونة في إسبانيا.

## وصلات خارجية
- سيرجيو رودريغيز على موقع الاتحاد الدولي للدراجات (الإنجليزية)
- سيرجيو رودريغيز على موقع أرشيف الدراجات (الإنجليزية)
- سيرجيو رودريغيز على موقع إحصائيات الدراجات الإحترافية (الإنجليزية)
- سيرجيو رودريغيز على موقع نسبة الدراجات (الإنجليزية)